# ポール・ジェゴフ
ポール・ジェゴフ（Paul Gégauff、1922年8月10日 - 1983年12月24日）は、フランスの脚本家、ダイアローグライター、映画監督、小説家、俳優である。ヌーヴェルヴァーグの重要人物である。小説家としてのペンネームのひとつにマルシャル・マチュー（Martial Matthieu）がある。

## 人物・来歴
フランスのアルザス地域圏オー＝ラン県Blotzheimに生まれる。同県のミュルーズ、スイスのバーゼルの学校で教育を受けた。
1940年、18歳のときに著書『バーレスク』を執筆、刊行した。
1948年、26歳のころ、フランスの首都パリで、モーリス・シェレール（のちのエリック・ロメール）らと「シネクラブ・デュ・カルティエ・ラタン」を設立した。ここでのちの映画監督のクロード・シャブロル、ジャン＝リュック・ゴダール、ジャック・リヴェットらと出逢う。1950年、ロメールとともに脚本を執筆し、ロメールが監督しジェゴフが出演した短篇映画『ある悪党の日記』を撮影する。その後、小説家として活躍する。
1959年、ロメールの監督する初の長篇劇映画『獅子座』のダイアローグを書き、同年、シャブロルの長篇劇映画第2作『いとこ同志』のダイアローグを書き、映画の脚本家としてデビューする。『いとこ同志』は同年のベルリン国際映画祭で金熊賞を受賞した。以降、シャブロルの監督作品には欠かせない脚本家となる。1960年、ルネ・クレマン監督、アラン・ドロン主演の映画『太陽がいっぱい』を脚色し、ダイアローグを書いて、1962年（昭和37年）のエドガー賞最優秀外国映画賞を受賞した。
1965年には自らが脚本を執筆した映画『退き潮』で、監督としてデビューしている。同作には、フランコ・ファブリッツィ、セルジュ・マルカン、ミシェル・シュボールのほか、映画監督のロジェ・ヴァディムが出演した。
1975年、自らがオリジナル脚本を執筆したシャブロル監督の映画『お楽しみ』に当時の妻のダニエル・ジェゴフ、娘のクレマンス・ジェゴフとともに主演している。ダニエルとはその後離婚した。
1983年12月24日、ノルウェーのオップラン県ユーヴィクで、二人目の妻に刺殺された。満61歳没。
突然の死であり、すでに脚本を仕上げていた作品が没後公開された。1985年には、アラン・ジェシュア監督作品『ピンク・フランケンシュタイン』で、ポルト国際映画祭最優秀脚本賞を没後受賞している。

## フィルモグラフィ

### 1950年代
- 『ある悪党の日記』 Journal d'un scélérat : 監督エリック・ロメール、1950年 - 脚本・出演
- 『獅子座』 Le signe du lion : 監督エリック・ロメール、1959年 - ダイアローグ
- 『いとこ同志』 Les cousins : 監督クロード・シャブロル、1959年 - ダイアローグ
- 『二重の鍵』 À double tour : 監督クロード・シャブロル、1959年 - 脚本・ダイアローグ

### 1960年代
- 『太陽がいっぱい』 Plein soleil : 監督ルネ・クレマン、1960年 - 脚色・ダイアローグ
- 『気のいい女たち』 Les bonnes femmes : 監督クロード・シャブロル、1960年 - 原案・ダイアローグ
- 『ダンディ』 Les godelureaux : 監督クロード・シャブロル、1961年 - 脚色・ダイアローグ
- 『悪意の眼』 L'oeil du malin : 監督クロード・シャブロル、1962年 - ダイアローグ
- 『オフェリア』 Ophélia : 監督クロード・シャブロル、1963年 - 脚本
- 『太陽は傷だらけ』 Les grands chemins : 監督クリスチャン・マルカン、1963年 - ダイアローグ
- 『悪徳の栄え』 Le vice et la vertu : 監督ロジェ・ヴァディム、1963年 - 出演 S.S.の博士役
- 『恐喝』 Le gros coup : 監督ジャン・ヴァレール、1964年 - ダイアローグ
- 『世界詐欺物語』 Les plus belles escroqueries du monde : オムニバス、1964年
  - l'homme qui vendit la Tour Eiffel : 監督クロード・シャブロル - 脚本
- L'autre femme : 監督フランソワ・ヴィリエ、1964年 - 脚本
- 『退き潮』 Le reflux : 1965年 - 脚本・監督
- 『境界線』 La ligne de démarcation : 監督クロード・シャブロル、1966年 - 出演 ゲシュタポの役人役
- 『殺意』 Le scandale : 監督クロード・シャブロル、1967年 - 脚本
- 『ウイークエンド』 Week End : 監督ジャン＝リュック・ゴダール、1967年 - 出演 ピアニスト役
- Salle n°8 : 監督ジャン・ドヴヴェール / ロベール・ゲス、テレビ映画シリーズ、1967年 - 脚本
- 『悪魔のようなあなた』 Diaboliquement vôtre : 監督ジュリアン・デュヴィヴィエ、1967年 - ダイアローグ
- 『女鹿』 Les biches : 監督クロード・シャブロル、1968年 - ダイアローグ・脚本
- 『デルフィーヌ』 Delphine : 監督エリック・ル・アン、1969年 - ダイアローグ
- 『ザ・スカーレット・レディー』 La femme écarlate : 監督ジャン・ヴァレール、1969年 - 脚本
- 『モア』 More : 監督バーベット・シュローダー、1969年 - ダイアローグ・脚本
- 『野獣死すべし』 Que la bête meure : 監督クロード・シャブロル、1969年 - ダイアローグ・脚本

### 1970年代
- 『どしゃ降り』 Qui? : 監督レオナール・ケーゲル、1970年 - ダイアローグ
- 『パリは気まぐれ』 Les novices : 監督ギイ・カザリル、1970年 - 脚本
- 『十日間の不思議』 La décade prodigieuse : 監督クロード・シャブロル、1971年 - 脚色
- 『ラ・ヴァレ』 La vallée : 監督バーベット・シュローダー、1972年 - ダイアローグ
- 『ジャン＝ポール・ベルモンドの交換結婚』 Docteur Popaul : 監督クロード・シャブロル、1972年 - 脚本
- La rivale : 監督セルジオ・ゴッビ、1974年 - 脚本
- Histoires insolites : テレビ映画シリーズ
  - Une invitation à la chasse : 監督クロード・シャブロル、1974年 - 脚本
- 『お楽しみ』 Une partie de plaisir : 監督クロード・シャブロル、1975年 - 脚本・出演 フィリップ役
- Les magiciens : 監督クロード・シャブロル、1976年 - 脚本
- Brigade mondaine: La secte de Marrakech : 監督エディ・マタロン、1979年 - ダイアローグ
- 『ある母親の物語』 Historien om en moder : 監督クラウス・ヴェーケ、1979年 - 脚本

### 1980年代
- Pigen fra havet : 監督クラウス・ヴェーケ、1980年 - 脚本
- Neon : 監督ゲアハルト・クラインドル、1981年 - 共同脚本
- 『タール博士とフェザー教授の療法』 Le système du docteur Goudron et du professeur Plume : 監督クロード・シャブロル、テレビ映画、1981年 - 脚本
- 『青い下着』 Les folies d'Élodie : 監督アンドレ・ジェノヴェ、1981年 - 脚本・ダイアローグ
- De bien étranges affaires : テレビ映画シリーズ
  - Le triange à quatre côtés : 監督ジャン＝クロード・リュプチャンスキー、1982年 - 脚色・ダイアローグ
- 『ピンク・フランケンシュタイン』 Frankenstein 90 : 監督アラン・ジェシュア、1984年 - 脚本
- 『アヴェ・マリア』 Ave Maria : 監督ジャック・リシャール、1984年 - 脚本
- 『追想のオリアナ』 Oriana : 監督フィナ・トレス、1985年 - ダイアローグ

## ビブリオグラフィ
- Burlesque, 1940
- Les mauvais plaisants, Ed. de Minuit, 1951
- Le Toit des autres, 1952
- Rébus, de Minuit, 1957 
  - Rébus, Le Passeur, 6 mai 1998 ISBN 290791359X
- Les cousins, Ed. Seghers
- Une partie de plaisir, 1958
- Tous mes amis, R. Julliard, 1969

## 関連事項
- ユーヴィク （en:Gjøvik）

## 註
1. 1 2 3 4  #外部リンク欄、filmreference.com サイト内の「Paul GÉGAUFF」リンク先の記述を参照。二重リンクを省く。